# Alhaurín el Grande
Alhaurín el Grande is een gemeente in de Spaanse provincie Málaga in de regio Andalusië met een oppervlakte van 73 km². In 2007 telde Alhaurín el Grande 21.776 inwoners.

## Demografische ontwikkeling
Bron: INE; 1857-2011: volkstellingen